# Esquí de fons als Jocs Olímpics d'hivern de 1976
Als Jocs Olímpics d'Hivern de 1976 celebrats a la ciutat d'Innsbruck (Àustria) es disputaren set proves d'esquí de fons, quatre en categoria masculina i tres en categoria femenina. En aquesta edició la prova femenina de relleus 3x5 km. fou substituïda per la de 4x5 quilòmetres.
Les proves es realitzaren entre els dies 5 i 14 de febrer de 1976 a les instal·lacions esportives d'Innsbruck. Hi participaren un total de 165 esquiadors, entre ells 114 homes i 51 dones, de 24 comitès nacionals diferents.

## Resum de medalles

### Categoria masculina
| Prova                   | Or                                                                       | Argent                                                          | Bronze                                                                             |
| 15 km detalls           | Nikolay Bazhukov                                                         | Yevgeny Belyayev                                                | Arto Koivisto                                                                      |
| 30 km detalls           | Sergey Savelyev                                                          | Bill Koch                                                       | Ivan Garanin                                                                       |
| 50 km detalls           | Ivar Formo                                                               | Gert-Dietmar Klause                                             | Benny Södergren                                                                    |
| 4x10 km relleus detalls | FinlàndiaMatti Pitkänen · Juha Mieto · Pertti Teurajärvi · Arto Koivisto | NoruegaPål Tyldum · Einar Sagstuen · Ivar Formo · Odd Martinsen | Unió SovièticaYevgeny Belyayev · Nikolay Bazhukov · Sergey Savelyev · Ivan Garanin |

### Categoria femenina
| Prova                  | Or                                                                                  | Argent                                                                           | Bronze                                                                       |
| 5 km detalls           | Helena Takalo                                                                       | Raïssa Smetànina                                                                 | Nina Fyodorova                                                               |
| 10 km detalls          | Raïssa Smetànina                                                                    | Helena Takalo                                                                    | Galina Kulakova                                                              |
| 4x5 km relleus detalls | Unió SovièticaNina Fyodorova · Zinaida Amosova · Raïssa Smetànina · Galina Kulakova | FinlàndiaLiisa Suihkonen · Marjatta Kajosmaa · Hilkka Riihivuori · Helena Takalo | RDAMonika Debertshäuser · Sigrun Krause · Barbara Petzold · Veronika Schmidt |

## Medaller
| Posició | País           | Or | Argent | Bronze | Total |
| 1       | Unió Soviètica | 4  | 2      | 4      | 10    |
| 2       | Finlàndia      | 2  | 2      | 1      | 5     |
| 3       | Noruega        | 1  | 1      | 0      | 2     |
| 4       | RDA            | 0  | 1      | 1      | 2     |
| 5       | Estats Units   | 0  | 1      | 0      | 1     |
| 6       | Suècia         | 0  | 0      | 1      | 1     |
|         |                |    |        |        |       |
| Total   | Total          | 7  | 7      | 7      | 21    |